# 1751 na ciência

## Eventos
- Isolamento do elemento químico Níquel

## Nascimentos
| Data | Nome | Profissão | Nacionalidade | Observações | Ref |
| ---- | ---- | --------- | ------------- | ----------- | --- |

## Mortes
| Data           | Nome                        | Profissão         | Nacionalidade   | Observações | Ref |
| -------------- | --------------------------- | ----------------- | --------------- | ----------- | --- |
| 11 de novembro | Julien Offray de La Mettrie | médico e filósofo | Reino da França | n. 1709     |     |

## Prémios
Medalha Copley
- John Canton[1]